# مارتین ریچاردز (تولیدکننده)
مارتین ریچاردز (انگلیسی: Martin Richards؛ ۱۱ مارس ۱۹۳۲ – November 26, 2012 (age 80)) یک تهیه‌کننده اهل ایالات متحده آمریکا بود. وی بین سال‌های ۱۹۷۱ تا ۲۰۱۲ میلادی فعالیت می‌کرد.
وی همچنین برنده جوایزی همچون جایزه اسکار بهترین فیلم شده است.